# Rhynchocladium
Rhynchocladium  T.Koyama é um género botânico pertencente à família Cyperaceae.
O gênero é composto por uma única espécie:

## Espécie
- Rhynchocladium steyermarkii